# Кутамыш
Кутамыш — река в России, протекает по Пермскому краю. Впадает в Сылвенский залив Камского водохранилища по правому берегу, в 22 км от устья Сылвы. Длина реки составляет 83 км, площадь водосборного бассейна — 412 км². В 58 км от устья принимает слева реку Белую.
Исток реки северо-восточнее станции Селянка в 20 км к северо-востоку от города Лысьва на высоте более 209 м над уровнем моря. Верхнее и среднее течение проходит по Чусовскому и Лысьвенскому районам, в нижнем течении река образует границу Чусовского и Кунгурского районов. Генеральное направление течения — юго-запад. Большая часть течения проходит по лесному массиву, где Кутамыш собирает воду многочисленных небольших притоков. Крупнейшие притоки — Крутая, Меленка, Берёзовка, Омутная, Воеводинка (правые); Карабаиха, Белая, Чёрная (левые).
В среднем течении протекает деревню Сергинцы. В нижнем течении из-за подпора Камского водохранилища образует залив, на его берегу стоят деревни Лысманово и Кутамыш. До начала залива ширина реки составляет около 10 метров, ширина залива в среднем составляет около 500 метров. Высота устья — 108,2 м над уровнем моря.

## Данные водного реестра
По данным государственного водного реестра России относится к Камскому бассейновому округу, водохозяйственный участок реки — Кама от города Березники до Камского гидроузла, без реки Косьва (от истока до Широковского гидроузла), Чусовая и Сылва, речной подбассейн реки — бассейны притоков Камы до впадения Белой. Речной бассейн реки — Кама.
Код объекта в государственном водном реестре — 10010100912111100013889.